# Marek Kalinowski (prawnik)
Marek Kalinowski (ur. 16 marca 1961 w Piotrkowie Kujawskim) – polski prawnik, specjalizujący się w prawie finansowym i prawie podatkowym

## Życiorys
W 1980 ukończył LIceum Ogólnokształcące w Radziejowie i podjął studia prawnicze na Uniwersytecie Mikołaja Kopernika w Toruniu. Studia ukończył w 1985 roku, pod opieką Eligiusza Drgasa. Był także słuchaczem Studium Doskonalenia Pedagogicznego. W 1986 roku został zatrudniony na UMK. W 1991 roku uzyskał na tej uczelni stopień doktora nauk prawnych. Tematem jego rozprawy była Problematyka prawnofinansowa obligacji przedsiębiorstw i banków państwowych, a promotorem Jan Głuchowski. Stopień doktora habilitowanego uzyskał w 2000 roku, na podstawie rozprawy Podmiotowość prawna podatnika. Tytuł profesora uzyskał w 2003.
Specjalizuje się w dziedzinie prawa finansowego i prawa podatkowego. Jest profesorem Katedry Prawa Finansów Publicznych Wydział Prawa i Administracji UMK. Pełnił funkcję kierownika Zakładu Finansów Publicznych i Ekonomii Uniwersytetu Kazimierza Wielkiego. Współpracował też z Wyższą Szkołą Bankową w Toruniu oraz Bydgoską Szkołą Wyższą.

## Wybrane publikacje
- Podatek wyrównawczy: teksty jednolite przepisów prawnych orzecznictwo wyjaśnienia (1990, Warszawa, Ankar, wspólnie z Henrykiem Dwulatem, ISBN 83-900014-8-9)
- Zobowiązania podatkowe: przepisy ogólne, procedura, egzekucja (1991, Szczecin, Kontrakt, wraz z Bogumiłem Brzezińskim)
- Opodatkowanie dochodów pracowników uniwersyteckich (1992, Toruń, wraz z Janem Głuchowskim, ISBN 83-231-0322-4)
- Podatek dochodowy od osób prawnych: komentarz do ustawy (1992, Toruń, Towarzystwo Naukowe Organizacji i Kierownictwa Dom Organizatora, wspólnie z Bogumiłem Brzezińskim)
- Podatek od nieruchomości w świetle orzecznictwa (1994, ISBN 83-85709-28-2)
- Zobowiązania podatkowe: komentarz do ustawy (1994, Toruń, Towarzystwo Naukowe Organizacji i Kierownictwa "Dom Organizatora", wraz z Bogumiłem Brzezińskim i Agnieszką Olesińską)
- Podatek dochodowy od osób prawnych: komentarz  (1995, Warszawa, wraz z Bogumiłem Brzezińskim, ISBN 83-7110-211-9)
- Podatek dochodowy od osób fizycznych (1996, wraz z Bogumiłem Brzezińskim, ISBN 83-85709-91-6)
- Współczesne systemy podatkowe: zarys wykładu (1996, Toruń, Towarzystwo Naukowe Organizacji i Kierownictwa "Dom Organizatora", ISBN 83-85709-96-7)
- Podmiotowość prawna podatnika (1999, Toruń, Towarzystwo Naukowe Organizacji i Kierownictwa "Dom Organizatora", ISBN 83-87673-59-5)
- Zobowiązania podatkowe: komentarz do działu I, II, III ustawy z dnia 29 sierpnia 1997 r. Ordynacja podatkowa (1999, Toruń, Towarzystwo Naukowe Organizacji i Kierownictwa "Dom Organizatora" (wraz z Bogumiłem Brzezińskim i Agnieszką Olesińską, ISBN 83-87673-60-9)
- Granice legalności unikania opodatkowania w polskim systemie (2001, Toruń, Towarzystwo Naukowe Organizacji i Kierownictwa "Dom Organizatora", ISBN 83-7285-038-0)
- Opodatkowanie komorników podatkiem dochodowym od osób fizycznych  (2002, Sopot, Currenda, ISBN 83-88326-81-3)